# Абрамов Андрій Сергійович
Андрій Сергійович Абрамов (1951, Москва) — російський художник.

## Біографія
Народився 1951 року в Москві. 1972 року закінчив Московське художнє училище «Пам'яті 1905 року». У 1970-х роках брав активну участь у московських квартирних виставках.
29 вересня 1974 р. привернув увагу любителів живопису на 2-му осінньому перегляді картин «на вільному повітрі» в Москві у лісопарку «Ізмайлове».
У березні-квітні 1975 р. бере участь у «Попередніх квартирних переглядах до Всесоюзної виставки» (I—II тури). 20-30 вересня експонував свої полотна на виставці творів московських художників у «Будинку культури» ВДНГ, м. Москва.
1976-1980 рр. член міськкому художників — графіків на Малій Грузинській вулиці. Учасник виставок.
У січні-лютому 1977 р. творами Андрія Сергійовича багато хто милувався на виставці живопису МОКХГ, Мала Грузинська вул., буд. 28.
15 червня — один з учасників акції «Колективних дій», Моск. обл., Горьківська залізниця, станція «Назар'єво» (А. Монастирський, Н. Алексєєв, Г. Кізевальтер, Л. Вишневська, А. Абрамов, М.К.). Акція «Куля». Без глядачів.
1978 р. роботи майстра зайняли гідне місце на колективній виставці «Libera Arte Sovietica», Мілан.
Цього ж року 15 жовтня бере участь в акції «Колективних дій», Моск. обл., Савеловська залізниця, поле біля дер. Києва Горки (А. Монастирський, Н. Алексєєв, Н. Панітков, А. Абрамов). Акція «Час дії».
1979 р. у Франції, Парижі в Centre George Pompidu відбулася виставка "Abramov, Chuikov, Makarevich''.
З 3 вересня 1980 р. по 12 жовтня 1980 р. в США, Меріленд в Art Gallery University of Maryland пройшла виставка '' Nonkonformists. Contemporary Commentary from the Soviet Union''.
З цікавістю обговорювалися його твори на осінній виставці живопису МОКХГ, Мала Грузинська вул., буд. 28.
Виключений із міськкому художників-графіків.
З 7 січня 1981 р. по 26 лютого 1981 р. у Франції, Еланкур в Le Centre culturel de la Villedieu відкрилася виставка '' Nouvelles Tendencies de l’Art Russe Non — Officiel. 1970—1980 '', на якій Андрій Сергійович представив нові картини.
У лютому 1981 р. з'явилася перша тека МАНМ (Московський архів нового мистецтва). Абрамов входив до «Коло МАНМ» разом з іншими московськими концептуалістами.
З 4 грудня 1981 р. по 28 лютого 1982 р. викликав живий інтерес у Нью-Йорку, США в Contemporary Russian Art Center of America Soho International Art Center на виставці "Russian New Wave ''. Куратор М. Тупіцина.
З 15 лютого 1982 р. по 3 березня 1983 р.: нова виставка "Russian Samizdat Art '' в США, Ричмонд Вірджинія в Anderson Gallery, Commonwealth Univ. Куратори та автори експозиції Р. та В. Герловини. Серед художників був і Андрій Абрамов.
У вересні-жовтні 1987 р. роботи майстра експонувалися на виставці "Ретроспекція творчості московських художників. 1975—1987".
З 3 червня 1988 р. по 14 серпня 1988 р. — справив сильне враження на виставці "Лабіринт" у Московському Палаці молоді, Комсомольський просп., буд. 28.
1989 р. — талант майстра не залишився непоміченим на колективній виставці «Метасимволізм» у виставковій залі на вулиці Ремізова.
Персональні виставки пройшли у галереях Осло та Дробака, Норвегія.
У червні 2005 р. — Персональна виставка у виставковій залі Музейного центру РДГУ відкрила багато нового у його творчості.

## Сім'я
Син Андрій Абрамов — художник по світу, Заступник начальника цеху постановчого освітлення Державного академічного Великого театру Росії, викладач кафедри технологій художньо-світлового оформлення вистави ВШТМ Райкіна.

## Роботи перебувають у зборах
- Музей «Інше мистецтво», Москва.
- Stella Art Foundation, Москва.

## Персональні виставки
- 2005 — «Андрій Абрамов. Живопис, графіка». Музей «Інше мистецтво», Москва.